# Babur
Babur (tiếng Ba Tư: بابر, đã Latinh hoá: Bābur, n.đ. 'Hổ'; 14 tháng 2 năm 1483 – 26 tháng 12 năm 1530), tên thật là Ẓahīr-ud-Dīn Muhammad (tiếng Ba Tư: ظهیرالدین محمد, đã Latinh hoá: Zahīr ad-Dīn Muhammad), là một nhà chinh phạt từ Trung Á. Dù ban đầu ông đã nhiều lần gặp thất bại, nhưng cuối cùng ông đã đặt nền móng cho Triều đại Mogul tại tiểu lục địa Ấn Độ và trở thành hoàng đế khai quốc của triều đại này. Ông là hậu duệ trực hệ của nhà chinh phạt người Đột Quyết–Mông Cổ Thiếp Mộc Nhi (Tamurlane) của bộ tộc Barlas, và nếu tính theo mẫu hệ thì có thể xem như ông là con cháu của Thành Cát Tư Hãn. Ông bị thấm nhuần bởi nền văn hoá Ba Tư và điều này ảnh hưởng đến những việc làm của ông và những người kế nhiệm ông, qua đó dẫn đến việc truyền bá văn hóa Ba Tư rộng rãi ở tiểu Lục địa Ấn Độ.
Babur là con trai cả của Umar Sheikh Mirza. Ông lên ngôi nối nghiệp cha tại Fergana vào năm 1495 lúc mới 12 tuổi và ngay lập tức đã phải đối mặt với những cuộc nổi loạn của những người họ hàng. Chỉ hai năm sau, ông đánh chiếm thành Samarkand, nhưng lại để mất thành Fergana không lâu sau đó. Khi cố gắng tái chiếm Fergana, ông lại đánh mất thành Samarkand. Năm 1501, những nỗ lực chiếm lại hai thành trì trên đã trở thành công cốc sau khi ông bị Muhammad Shaybani Khan đánh bại. Năm 1504, ông chiếm được Kabul, vốn đang nằm trong sự sở hữu của một đứa bé sơ sinh, hậu duệ của Ulugh Begh. Babur kết bang giao với vua Ismail I của nhà Safavid và chiếm lại khu vực Trung Á, bao gồm cả thành Samarkand. Tuy nhiên, ông lại đánh mất nó cùng với các vùng đất khác mới chiếm được vào tay người Uzbek.
Sau khi đánh mất thành Samarkand lần thứ ba, Babur chuyển sự chú ý để tạo ra đế chế của mình tại phía bắc Ấn Độ. Vào lúc này, khu vực đồng bằng Ấn-Hằng ở phía bắc của tiểu lục địa Ấn Độ đang nằm dưới sự cai trị của Ibrahim Lodi thuộc vương triều Lodi của người Afghan, trong khi khu vực Rajputana nằm dưới sự kiểm soát của Liên minh Rajput theo Ấn giáo, với Minh chủ là Rana Sanga của Mewar. Năm 1524, Daulat Khan Lodi, một thành viên của triều đại Lodhi, vì muốn tạo phản nên đã cho mời Babur đến để lật đổ Ibrahim và trở thành vua. Babur đánh bại Ibrahim Lodi trong trận Panipat lần thứ nhất vào năm 1526 và thành lập đế quốc Mogul. Tuy nhiên, Babur ngay lập tức phải đối mặt với sự chống đối, lần này là từ Rana Sanga của Mewar, người coi Babur là một kẻ ngoại tộc. Rana đã bị đánh bại trong trận Khanwa.
Babur đã kết hôn nhiều lần. Những người nổi tiếng nhất trong số các con của ông bao gồm Humayun, Kamran Mirza và Hindal Mirza. Babur mất năm 1530 và được kế vị bởi Humayun. Theo ước nguyện của Babur, di hài của ông được đem về an táng tại Bagh-e-Babur ở Kabul, Afghanistan. Là một hậu duệ của Thiếp Mộc Nhi, Babur luôn tự coi mình là một người Đột Quyết, mặc dù các tài liệu từ Uzbekistan tuyên bố ông là một người Uzbek. Babur được xem là một anh hùng dân tộc ở Uzbekistan và Kyrgyzstan. Nhiều bài thơ của ông cũng đã trở thành những bài hát dân ca phổ biến. Ông đã viết cuốn tự truyện của mình, Baburnama, bằng tiếng Sát Hợp Đài và được dịch sang tiếng Ba Tư dưới triều đại của cháu nội ông là Akbar.

## Sáng lập đế quốc Mogul
Babur tự xưng là cháu sáu đời của Thiết Mộc Nhi, và nếu tính theo mẫu hệ thì có thể xem như ông là con cháu của Thành Cát Tư Hãn, chính vì vậy vương triều của ông mới có tên là Mogul, một cách nói trại chữ "Mông Cổ" (Mongol) của người Ấn Độ. Thật ra ông là một thủ lĩnh người Đột Quyết, nắm quyền trị vì ở thung lũng Fergana (thuộc Turkestan ngày nay) từ năm 1495 và đã từng có thời xâm chiếm được thủ phủ của đế quốc Timur là Samarkand. Nhưng toàn bộ lãnh thổ của ông đã rơi vào tay thế lực của vua Muhammad Shaybani xứ Uzbek vào năm 1501. Thất bại này đã khiến ông không còn nhà để về, trở thành một con người sống lang thang ở khắp vùng Trung và Tây Á.
Tuy nhiên, cuộc sống lang thang đã khiến Babur gặt hái được những thứ quý giá khác. Ông đã quen biết và tập hợp được xung quanh mình một đội quân mạnh với rất nhiều chuyên gia về thuốc súng và pháo ở Ba Tư, đồng thời đã lĩnh hội được chiến thuật Turkoman của người Uzbek. Tiếp đó, ông chụp được một cơ hội kéo quân vào Afghanistan và chiếm thành Kabul năm 1504.
Nguồn tài nguyên phong phú và dân số đông đảo ở tiểu lục địa Ấn Độ đã hấp dẫn Babur. Nhận thấy nguy cơ tiềm tàng về bất đồng chính trị ở lục địa nhỏ, nhất là ở vương triều Hồi giáo Delhi láng giềng, Babur đã tiến hành rất nhiều cuộc tiến công và lần nào cũng chiến thắng và cướp được rất nhiều của cải quý báu. Đỉnh điểm là vào năm 1526 ông đánh bại vua Ibrahim Lodhi trong trận Panipat lần thứ nhất và đã cướp đoạt toàn bộ lãnh thổ của vương triều Hồi giáo Delhi, chấm dứt 200 năm thống trị miền Bắc Ấn Độ của người Afghanistan. Nói cách khác, Babur là vị vua đầu tiên của triều đại mới của Ấn Độ: nhà Mogul (1526-1857). Năm 1527 ông lại ra quân chinh phạt vùng Rajput.
Mặc dù về sau đó đã tiến hành rất nhiều cuộc chiến tranh, song đến năm 1530, Babur bỗng bệnh chết đột ngột và ông phải để lại tâm nguyện của mình về đế quốc Mogul sau này cho con cháu ông với nhiệm vụ kiểm soát và trị vì đất nước.